# Pomlewo
Pomlewo (kaszb. Pòmlewò) – wieś w Polsce położona w województwie pomorskim, w powiecie gdańskim, w gminie Przywidz. 
Miejscowość przy drodze wojewódzkiej nr 221, stanowi sołectwo.
W latach 1975–1998 miejscowość administracyjnie należała do województwa gdańskiego.